# Sam the Sham and the Pharaohs
Sam the Sham and the Pharaohs, amerikanskt rockband bildat i Dallas, Texas år 1961.
Sångaren och organisten Domingo Samudio hade precis fått ta över gruppen Andy & the Night Riders efter att dennes frontfigur lämnat gruppen. Sam var Samudios smeknamn, "Sham", kom från shamming vilket ungefär motsvarar att leda en musikgrupp. The Pharaohs tog man efter inspiration från episka bibelfilmen "The Ten Commandments" (1956) som handlade om Egypten. Gruppens gimmick var sedan att klä sig i egyptiska kläder från faraontiden.
Förutom Samudio bestod gruppen av Ray Stinnet (gitarr), David Martin (basgitarr), Butch Gibson på saxofon, samt Jerry Patterson på trummor. Gruppen spelade in en singel, "Haunted House", som hjälpte dem att få kontrakt med skivbolaget MGM Records. 1964 började man fila på en sång "Hully Gully", som senare skulle bli deras stora genombrott. 1965 fick de så en stor hit med den färdiga versionen kallad "Wooly Bully" efter namnet på Samudios katt. Hade medlemmarna i gruppen fått som de ville hade faktiskt aldrig den version som blev en hit släppts som singel. Låten blev en singelhit i många länder och låg 18 veckor på Billboard Hot 100-listan. Billboard utnämnde sedan låten till "Number One Record of the Year", trots att den stannade på andraplatsen på listan.
Gruppen lyckades bara få en riktigt stor hit till året därpå, "Li'l Red Riding Hood". De hade en del andra adekvat placerade singlar på listan Billboard Hot 100 i USA som idag är så gott som bortglömda. Bland dessa låtar kan nämnas "Ju Ju Hand", "Ring Dang Doo" (båda 1965, med tydliga drag från "Wooly Bully"), "The Hair On My Chinny Chin Chin" (1966), "Oh That's Good, No That's Bad" och "How Do You Catch a Girl" (båda 1967). Gruppen upplöstes 1967 av Samudio på grund av det allt mer svala intresset för deras musik. Vid det laget var också den uppsättning musiker som spelat på "Wooly Bully" ersatta av andra musiker.
Samudio släppte 1970 soloalbumet Sam, Hard and Heavy där Duane Allman medverkade.

## Diskografi (urval)
Album
- Wooly Bully (1965)
- Their Second Album (1965)
- Li'l Red Riding Hood (1966)
- The Sam the Sham Revue (1966)
- Ten of Pentacles (1967)

Singlar
- "Betty and Dupree" / "Man Child" (1963)
- "Haunted House" / "How Does a Cheating Woman Feel" (1964)
- "The Signifyin' Monkey" / "Juimonos" (1964)
- "Juimonos (Let's Went)" / "Sorry 'Bout That" (1965)
- "Wooly Bully" / "Ain't Gonna Move" (1965)
- "Ju Ju Hand" / "Big City Lights" (1965)
- "Ring Dang Doo" / "Don't Try It" (1965)
- "Red Hot" / "A Long, Long Way" (1966)
- "Lil' Red Riding Hood" / "Love Me Like Before" (1966)
- "The Hair on My Chinny Chin Chin" / "(I'm in With) The Out Crowd" (1966)
- "How Do You Catch a Girl?" / "The Love You Left Behind" (1966)
- "Old MacDonald Had a Boogaloo Farm" / "I Never Had No One" (1967)
- "Oh That's Good, No That's Bad" / "Take What You Can Get" (1967)
- "Black Sheep" / "My Day's Gonna Come" (1967)
- "Banned in Boston" / "Money's My Problem" (1967)
- "I Couldn't Spell !!*@!" / "Down Home Strut" (1967)
- "Yakety Yak" / "Let Our Love Light Shine" (1967)